# New Japan Pro-Wrestling
New Japan Pro-Wrestling Co., Ltd. (Shin Nihon Puroresu Kabushiki-kaisha), care funcționează ca New Japan Pro-Wrestling (denumit în continuare "Shin Nihon Puroresu") și uneori denumit NJPW sau pur și simplu New Japan, este o promoție japoneză de puroresu (wrestling profesionist), fondată în ianuarie 1972 de Antonio Inoki. În 2005, Inoki a vândut promovarea companiei Yuke, care a vândut-o ulterior la Bushiroad în 2012. Naoki Sugabayashi a fost președinte al promoției începând din septembrie 2013, în timp ce Katsuhiko Harada a fost președinte al promoției începând din februarie 2016 .
Datorită programului TV difuzat pe Asahi TV, NJPW este cea mai mare promoție profesionistă de lupte din Japonia și cea de-a doua cea mai mare promoție din lume. A fost afiliată cu National Wrestling Alliance la diferite puncte din istoria sa. NJPW a încheiat acorduri cu diverse promoții MMA și lupte profesionale în întreaga lume, printre care WWE, World Championship Wrestling, American Wrestling Association, World Class Championship Wrestling, Total Nonstop Action Wrestling, WAR, UWFi, Ring of Honor, Pride Fighting Championships și Jersey All Pro Wrestling. Cel mai mare eveniment al NJPW este January 4 Tokyo Dome Show, desfășurat în fiecare an din 1992 și promovat în prezent sub bannerul Wrestle Kingdom.

## Roster

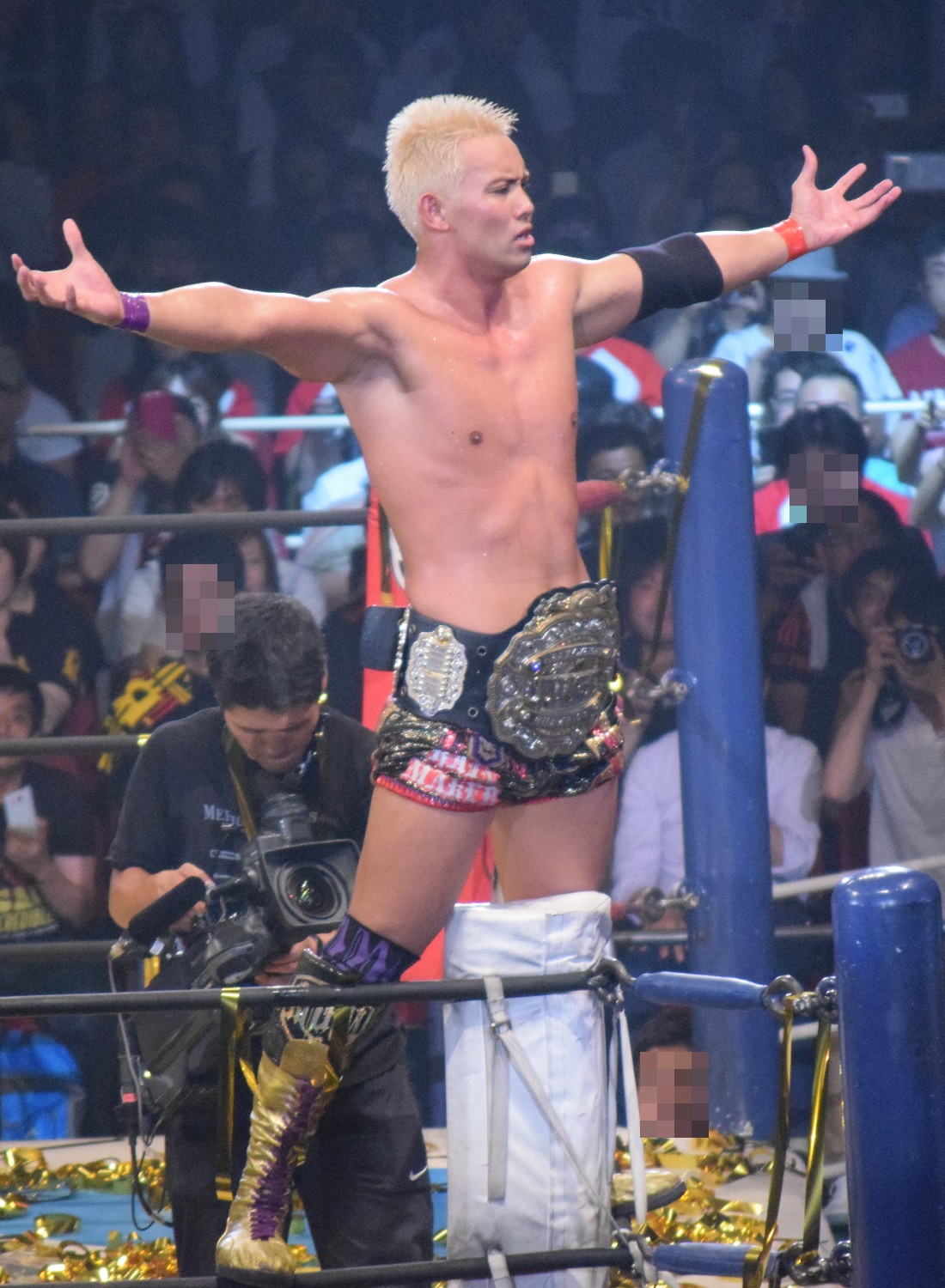
Kazuchika Okada

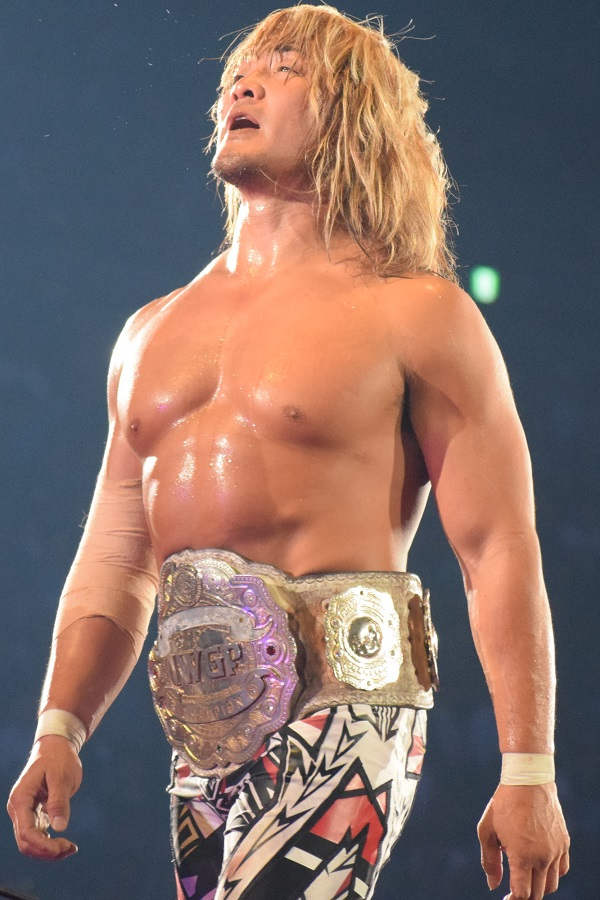
Hiroshi Tanahashi

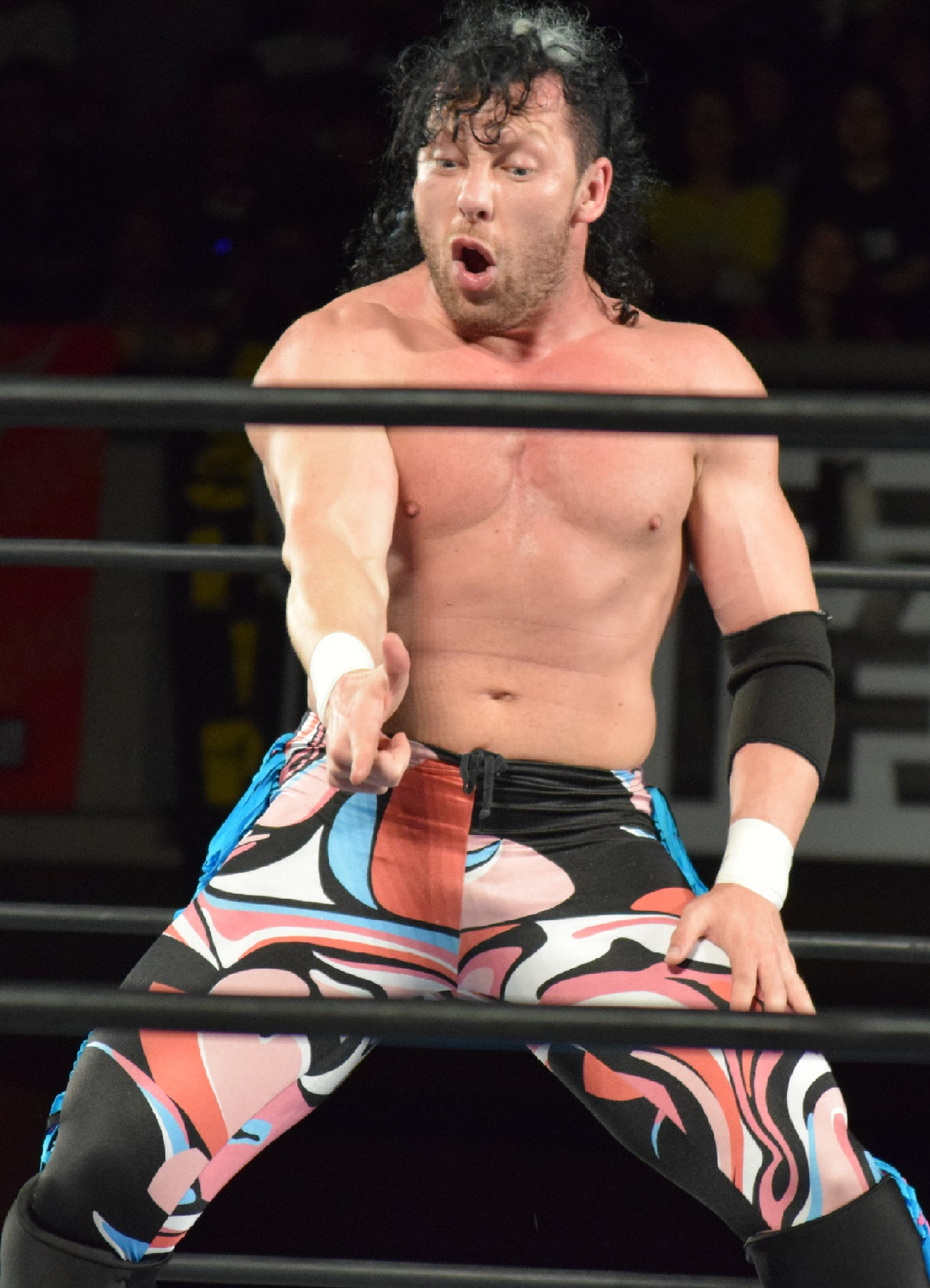
Kenny Omega

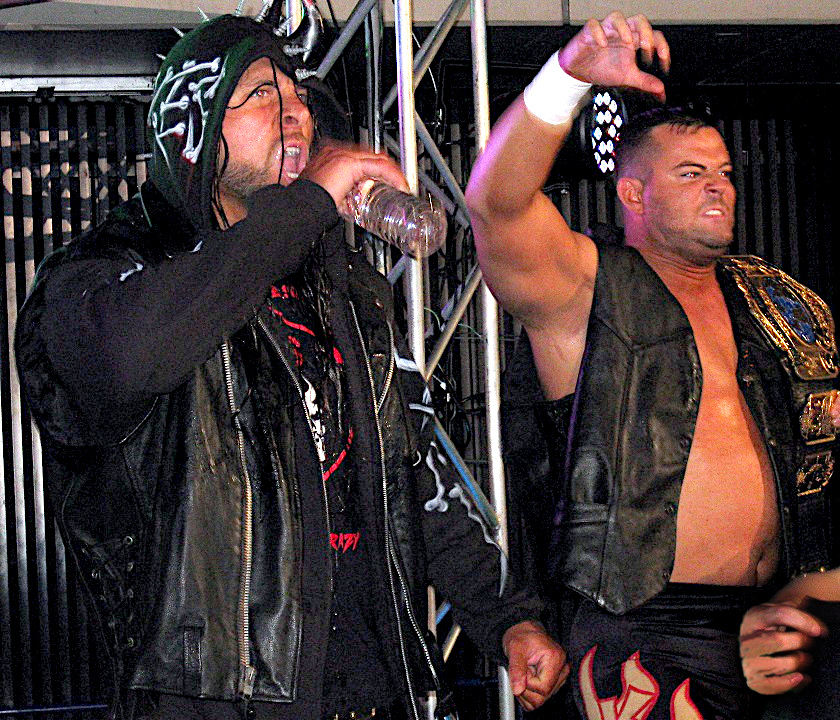
Lance Archer și Davey Boy Smith Jr.

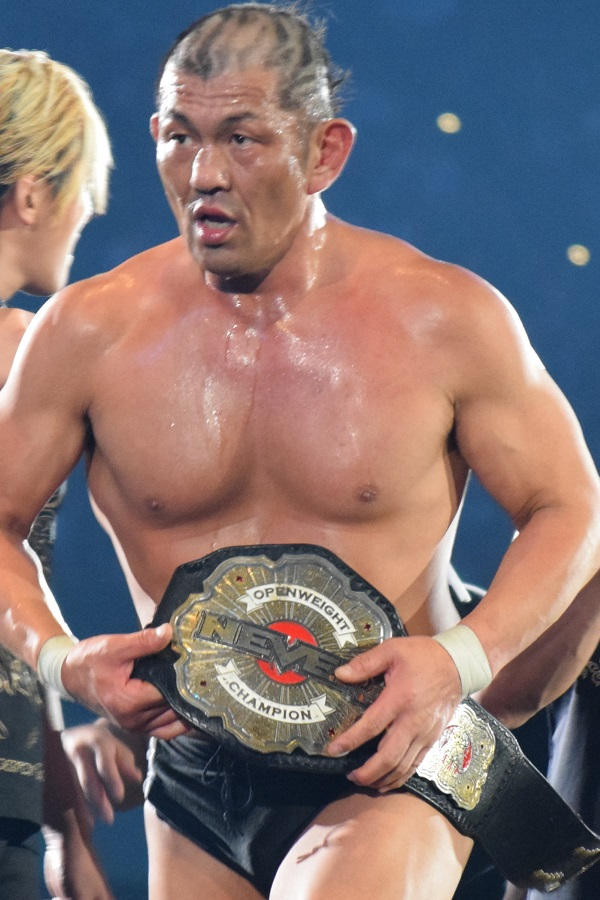
Minoru Suzuki

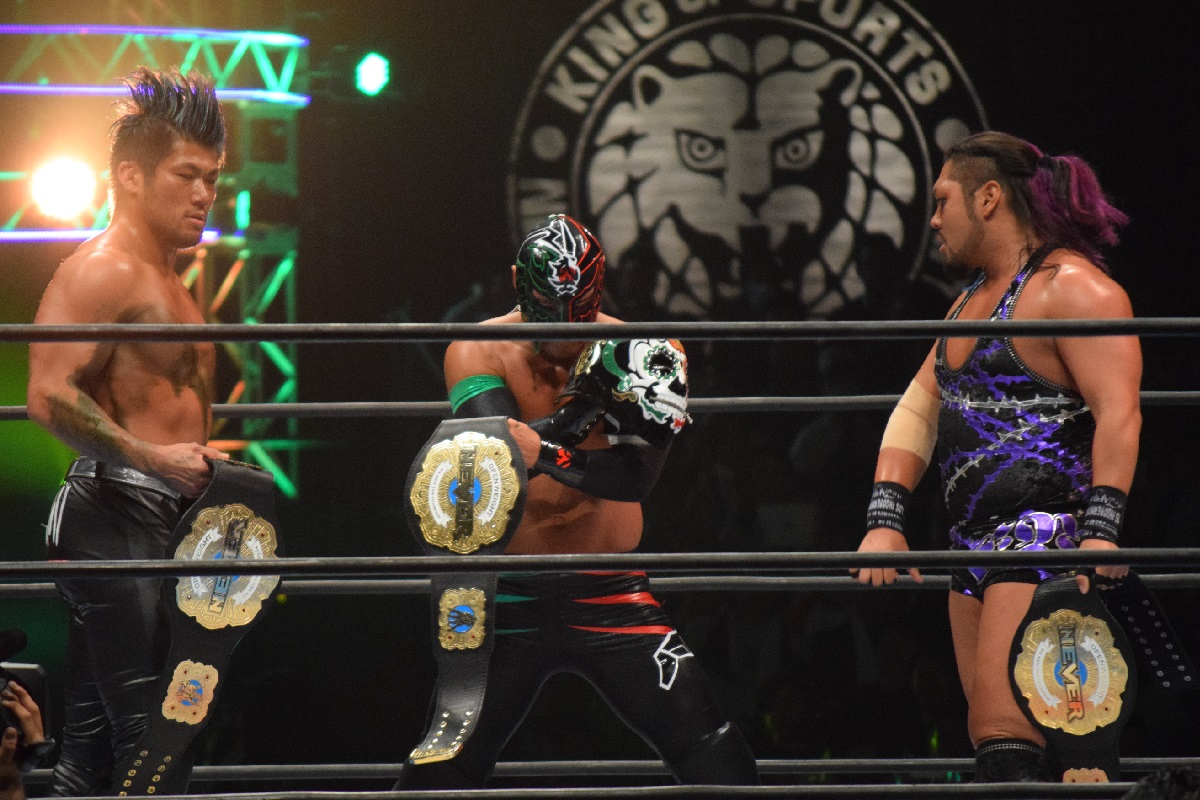
Sanada, Bushi and Evil

### Heavyweight wrestlers
| Nume în ring             | Nume real          | Note                                                                           |
| ------------------------ | ------------------ | ------------------------------------------------------------------------------ |
| Bad Luck Fale            | Fale Simitaitoko   |                                                                                |
| Beretta                  | Gregory Marasciulo | Freelancer                                                                     |
| Chase Owens              | Chase Owens        |                                                                                |
| Cody                     | Cody Runnels       | ROH World Champion ROH World Six-Man Tag Team Champion Semnat de Ring of Honor |
| Davey Boy Smith Jr.      | Harry Smith        | IWGP Tag Team Champion                                                         |
| Evil                     | Takaaki Watanabe   | NEVER Openweight 6-Man Tag Team Champion                                       |
| Hangman Page             | Stevie Woltz       | ROH World Six-Man Tag Team Champion Semnat de Ring of Honor                    |
| Hanson                   | Todd Smith         | Semnat de Ring of Honor                                                        |
| Henare                   | Aaron Henry        | Inactive; achilles tendon injury                                               |
| Hirooki Goto             | Hirooki Goto       |                                                                                |
| Hiroshi Tanahashi        | Hiroshi Tanahashi  | IWGP Intercontinental Champion                                                 |
| Hiroyoshi Tenzan         | Hiroyoshi Yamamoto |                                                                                |
| Jay Briscoe              | Jamin Pugh         | Semnat cu Ring of Honor                                                        |
| Juice Robinson           | Joseph Robinson    |                                                                                |
| Katsuya Kitamura         | Katsuya Kitamura   |                                                                                |
| Katsuyori Shibata        | Katsuyori Shibata  | Inactive; traumatic brain injury                                               |
| Kazuchika Okada          | Kazuchika Okada    | IWGP Heavyweight Champion                                                      |
| Kenny Omega              | Tyson Smith        | IWGP United States Heavyweight Champion ROH World Six-Man Tag Team Champion    |
| Kota Ibushi Tiger Mask W | Kota Ibushi        | Freelancer                                                                     |
| Lance Archer             | Lance Hoyt         | IWGP Tag Team Champion                                                         |
| Leo Tonga                | Taula Fifita       |                                                                                |
| Manabu Nakanishi         | Manabu Nakanishi   |                                                                                |
| Mark Briscoe             | Mark Pugh          | Semnat de Ring of Honor                                                        |
| Michael Elgin            | Aaron Frobel       |                                                                                |
| Minoru Suzuki            | Minoru Suzuki      | NEVER Openweight Champion Freelancer                                           |
| Raymond Rowe             | Raymond Rowe       | Semnat de Ring of Honor                                                        |
| Sanada                   | Seiya Sanada       | NEVER Openweight 6-Man Tag Team Champion Freelancer                            |
| Satoshi Kojima           | Satoshi Kojima     |                                                                                |
| Takashi Iizuka           | Takayuki Iizuka    |                                                                                |
| Tama Tonga               | Alipate Leone      |                                                                                |
| Tanga Loa                | Tevita Fifita      |                                                                                |
| Tetsuya Naito            | Tetsuya Naito      |                                                                                |
| Togi Makabe              | Shinya Makabe      |                                                                                |
| Tomoaki Honma            | Tomoaki Honma      | Inactive; spinal cord injury Freelancer                                        |
| Tomohiro Ishii           | Tomohiro Ishii     |                                                                                |
| Tomoyuki Oka             | Tomoyuki Oka       |                                                                                |
| Toru Yano                | Toru Yano          |                                                                                |
| Yoshi-Hashi              | Nobuo Yoshihashi   |                                                                                |
| Yuji Nagata              | Yuji Nagata        |                                                                                |
| Yujiro Takahashi         | Yujiro Takahashi   |                                                                                |
| Zack Sabre Jr.           | Lucas Eatwell      | British Heavyweight Champion                                                   |

### Junior heavyweight wrestlers

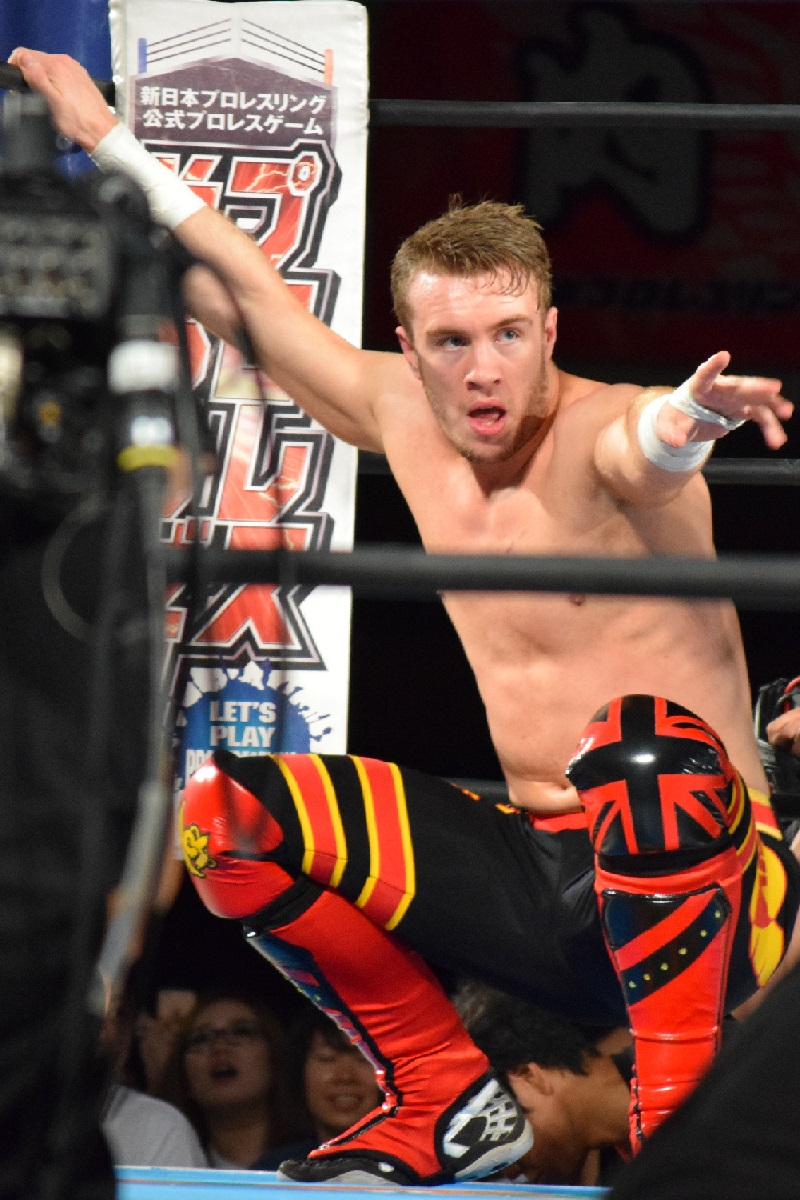
Will Ospreay

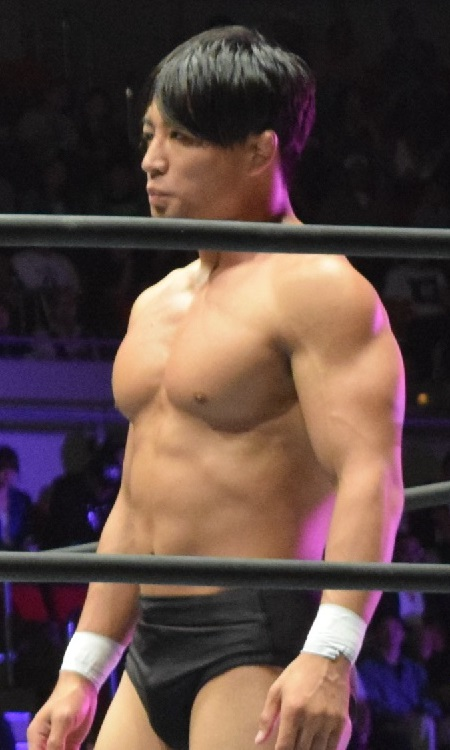
Sho

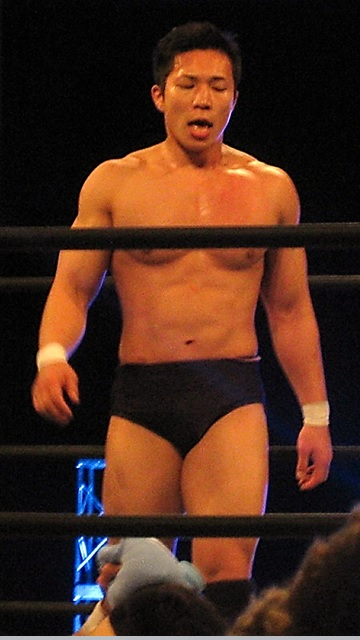
Yoh

| Ring name            | Real name          | Notes                                                                             |
| -------------------- | ------------------ | --------------------------------------------------------------------------------- |
| Bushi                | Tetsuya Shimizu    | NEVER Openweight 6-Man Tag Team Champion                                          |
| David Finlay         | David Finlay III   |                                                                                   |
| El Desperado         | Kyosuke Mikami     |                                                                                   |
| Gedo                 | Keiji Takayama     | Co-head booker                                                                    |
| Hirai Kawato         | Hirai Kawato       |                                                                                   |
| Hiromu Takahashi     | Hiromu Takahashi   |                                                                                   |
| Jado                 | Shoji Akiyoshi     | Co-head booker                                                                    |
| Jay White            | Jay White          | Inactive; on an excursion in Ring of Honor                                        |
| Jushin Thunder Liger | Keiichi Yamada     |                                                                                   |
| Kushida              | Yujiro Kushida     |                                                                                   |
| Marty Scurll         | Martin Scurll      | ROH World Six-Man Tag Team Champion Signed to Ring of Honor                       |
| Matt Jackson         | Matthew Massie     | ROH World Six-Man Tag Team Champion Signed to a joint contract with Ring of Honor |
| Nick Jackson         | Nicholas Massie    | ROH World Six-Man Tag Team Champion Signed to a joint contract with Ring of Honor |
| Ren Narita           | Ren Narita         |                                                                                   |
| Ricochet             | Trevor Mann        | Freelancer                                                                        |
| Rocky Romero         | John Rivera        |                                                                                   |
| Ryusuke Taguchi      | Ryusuke Taguchi    |                                                                                   |
| Sho                  | Sho Tanaka         | IWGP Jr. Heavyweight Tag Team Champion                                            |
| Shota Umino          | Shota Umino        |                                                                                   |
| Taichi               | Taichiro Maki      |                                                                                   |
| Taka Michinoku       | Takao Yoshida      | Signed to Kaientai Dojo                                                           |
| Teruaki Kanemitsu    | Teruaki Kanemitsu  |                                                                                   |
| Tetsuhiro Yagi       | Tetsuhiro Yagi     |                                                                                   |
| Tiger Mask           | Yoshihiro Yamazaki |                                                                                   |
| Will Ospreay         | William Ospreay    | IWGP Jr. Heavyweight Champion                                                     |
| Yoh                  | Yohei Komatsu      | IWGP Jr. Heavyweight Tag Team Champion                                            |
| Yoshinobu Kanemaru   | Yoshinobu Kanemaru | Freelancer                                                                        |

## Campioni actuali
| Campionat                                     | Campion(i) actual                                          | Deținere    | Dată               | Zile | Apărări | Locație            | Note                                                                                              |
| --------------------------------------------- | ---------------------------------------------------------- | ----------- | ------------------ | ---- | ------- | ------------------ | ------------------------------------------------------------------------------------------------- |
| IWGP Heavyweight Championship                 | Kazuchika Okada                                            | 5           | 6 aprilie 2019     | 261  | 4       | New York City, SUA | L-a învins pe Jay White la G1 Supercard.                                                          |
| IWGP Intercontinental Championship            | Jay White                                                  | 1           | 22 septembrie 2019 | 92+  | 1       | Kobe, Japonia      | L-a învins pe Tetsuya Naito la Destruction in Kobe.                                               |
| IWGP United States Heavyweight Championship   | Lance Archer                                               | 1           | 14 octombrie 2019  | 70+  | 1       | Tokyo, Japan       | L-a învins pe Juice Robinson la King of Pro-Wrestling                                             |
| IWGP Tag Team Championship                    | Guerrillas of Destiny (Tama Tonga and Tanga Loa)           | 5 (5, 5)    | 23 februarie 2019  | 303+ | 7       | Tokyo, Japan       | I-au învins pe Los Ingobernables de Japon (Evil și Sanada) la Honor Rising: Japan 2019            |
| IWGP Junior Heavyweight Championship          | Will Ospreay                                               | 3           | 9 iunie 2019       | 197+ | 3       | Osaka, Japonia     | L-a învins pe Dragon Lee la Dominion 6.9 in Osaka-jo Hall.                                        |
| IWGP Junior Heavyweight Tag Team Championship | Roppongi 3K (Sho and Yoh)                                  | 3 (3, 3)    | 6 martie 2019      | 6    | 0       | Tokyo, Japan       | I-au învins pe Los Ingobernables de Japon (Shingo Takagi și Bushi) la 47th Anniversary Event      |
| NEVER Openweight Championship                 | Kenta                                                      | 1           | 31 august 2019     | 114+ | 2       | Londra, Anglia     | L-a învins pe Tomohiro Ishii la Royal Quest.                                                      |
| NEVER Openweight 6-Man Tag Team Championship  | Taguchi Japan (Togi Makabe, Toru Yano and Ryusuke Taguchi) | 1 (1, 4, 3) | 30 ianuarie 2019   | 41   | 1       | Sendai, Japan      | I-au învins pe Bullet Club (Tanga Loa, Tama Tonga și Taiji Ishimori) la Road to The New Beginning |